# Медаль «За вислугу років у Вермахті»

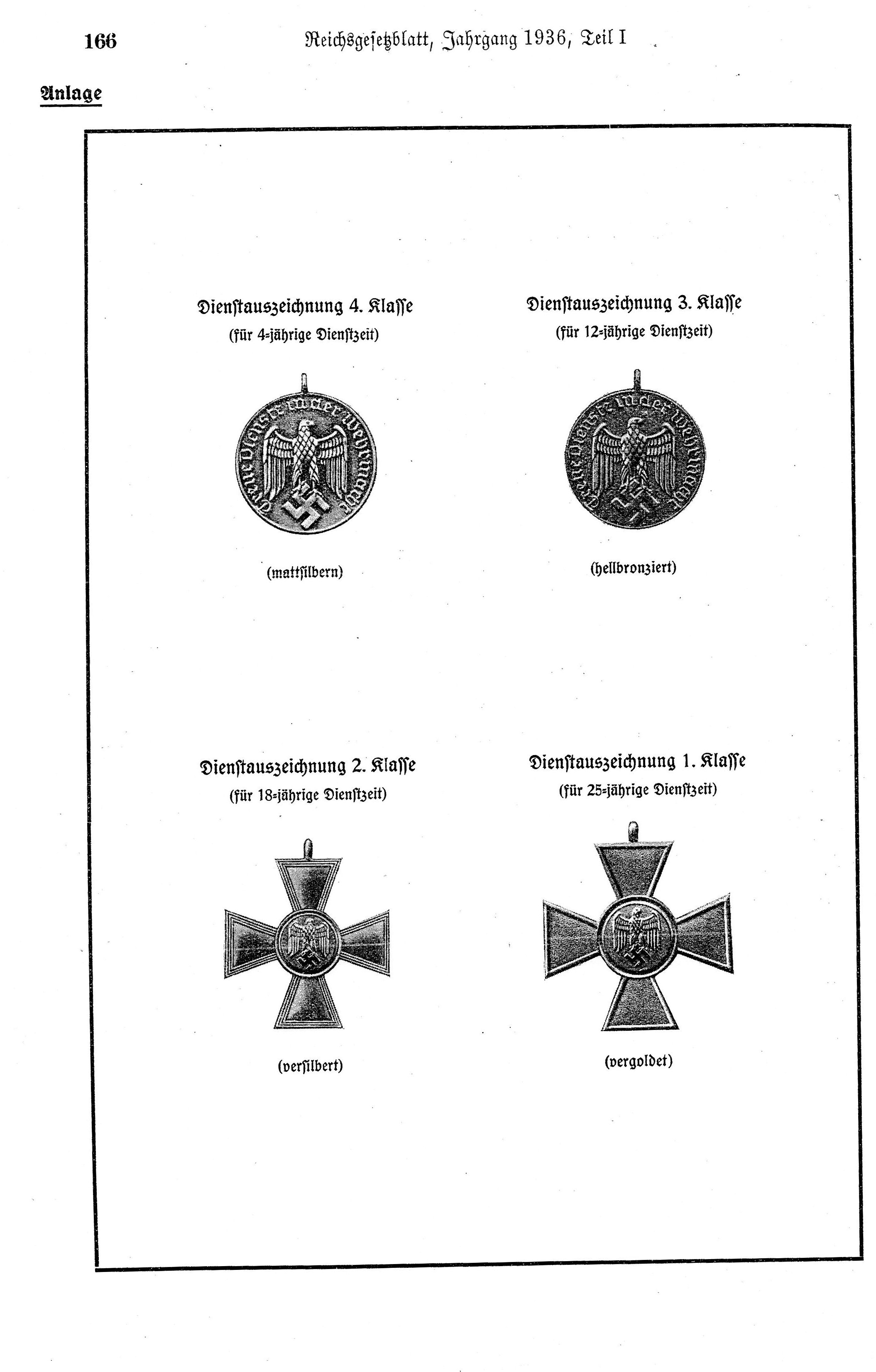
Медалі за вислугу років:
4-а ступінь — за 4 роки,
3-я ступінь — за 8 років,
2-а ступінь — за 12 років,
1-а ступінь — за 25 років

Медаль «За вислугу років у Вермахті» (нім. Dienstauszeichnung der Wehrmacht) — військова медаль Третього Рейху, що була заснована 16 березня 1936 року для нагородження військовослужбовців Вермахту, за безперервну військову службу в лавах Збройних сил Німеччини.
| Планки медалей за вислугу років |          |          |          |                  |
| 4 роки                          | 12 років | 18 років | 25 років | 40 років й більш |

## Галерея
Медаль «За вислугу років у Вермахті»

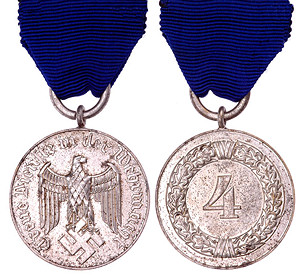
Зображення (аверс та реверс) медалі за вислугу років 4-го ступеня за 4 роки військової служби
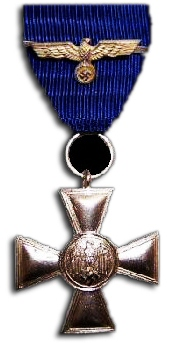
Медаль «За вислугу років у Вермахті» 2-го ступеня за 18 років
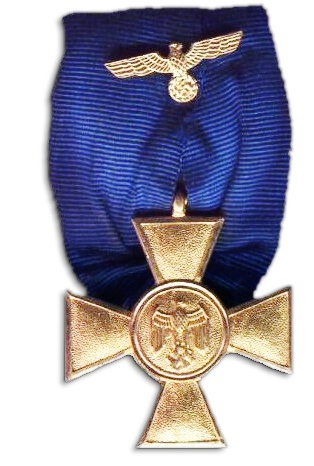
Медаль «За вислугу років у Вермахті» 1-го ступеня за 25 років
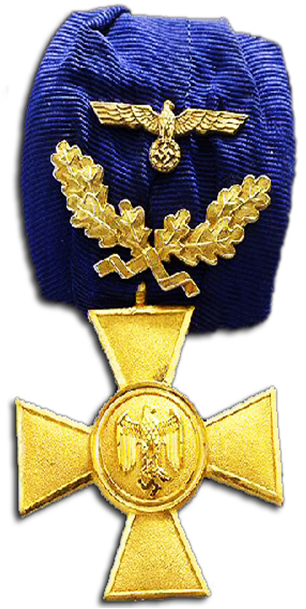
Зображення (аверс) медалі за вислугу років вищого ступеня за 40 років безперервної військової служби з дубовим листям